# ダイナマイト☆ビューティー!!
『ダイナマイト☆ビューティー!!』とは、松浦まどかによる日本の漫画作品である。『週刊ヤングマガジン』（講談社）にて、2004年第44号から第51号、第26号から第33号、第43号から第48号までシリーズ連載された。全22話。全2巻。

## ストーリー
とある都立高校に美術の教育実習生としてやって来た目指す桜田わかばは、己の美の追究とポリシーにのっとり露出度の高い恰好で実習に臨む。だが授業では自らを形どった石膏像をデッサンさせて書き上げた生徒に自分のヌードを見せると宣言し、担当クラスの生徒の反発を受ける。だが臆することのない彼女に、生徒たちもついてゆくようになった。その後も型破りな行動を繰り返し、水泳部顧問の真嶋と乱闘したり、その真嶋が水泳部所属の女生徒と恋愛関係を持ち驚愕の行為を行なったりしているのを目撃するなど、教育実習はさらにエスカレートしてゆく。

## 主な登場人物
桜田 わかば（さくらだ わかば）
本作の主人公。美術科教師を目指す教育実習生として、2年E組と美術部を担当する。破天荒な性格で男性教師と乱闘したり、自らの露出を全く恥じたりしない。ノーパン癖あり。
石丸 浩司（いしまる こうじ）
国語担当の教育実習生で教育熱心。桜田を気をかけている。
港 菜々子（みなと ななこ）
数学担当の教育実習生で、桜田の破天荒な生き方に憧れる。彼女と仲良くなるためにノーブラになった。
真嶋（まじま）
水泳部の顧問。傲慢な性格で、常に持ち歩いている竹刀で部員に対して暴力行為に及び、激怒した桜田と大乱闘を繰り広げる。実は部員の華崎と禁断の仲にある。
華崎 るう子（はなさき るうこ）
2年E組の生徒で水泳部に所属する。桜田と真嶋の乱闘では仲裁に入って止めた。実は水泳部顧問の真嶋と禁断の仲にあった。
加藤 広史（かとう ひろふみ）
2年E組の生徒。桜田の破天荒な授業内容に反発したが、次第に惹かれて美術部に入部する。

## 書籍情報
- 松浦まどか『ダイナマイト★ビューティー!!』 講談社〈ヤンマガKCスペシャル〉、全2巻
  1. 2005年07月06日発行、同日発売 ISBN 978-4-06-361354-4
  2. 2005年12月06日発行、同日発売 ISBN 978-4-06-361404-6